# Балінт Другет
Балінт Другет (угор. Drugeth Bálint, 1577 —7 листопада 1609) — державний і військовий діяч Трансильванського князівства.

## Життєпис
Походив зі знатного угорського роду Другетів, гілки де Гомонна. Молодший син Іштвана Другета, земплинського надішпана, та Фружини Тьорек. Народився 1577 року. Освіту здобув разом зі старшим братом Ласло під орудою Яноша Бокація в Епер'єші. 1599 року після смерті батька новим надішпанмо став його брат, проте вже помер у 1600 році. Тому посаду успадкував Балінт.
У травні 1602 році в місті Серенч він одружився з Ержебет Ракоці, отримавши в якості посагу половину домінії реґійцького замку. Того ж року разом з небожем Дйордем Другетом і тестем бувзвинувачений імператором Священної Римської імперії Рудольфом II у свавіллі.
У 1604 році дружина померла. Того ж року приєднався до повстання на чолі із Іштваном Бочкаї. Спільно з Жигмондом Ракоцізміг перетягнути на бік повсталих Іштвана Баторі, намісника Красного. 1605 року брав участь в обранні Іштвана Бочкаї князем Трансильванії.  Про ці події Балінт Другет залишив цікавий щоденник.
У 1606 році так звана «партія миру» висунула Балінту Другета претендентом на спадкоємця Бочкаї. Після смерті останнього у грудні того ж року розвернулася боротьба за трон Трансильванії. Порта і Габсбурги підтримали кандидатуру Другета. Втім трансильванські збори відмовилися визнавати його князем за правом спадку. У лютому 1607 року князем було обрано Жигмонда Ракоці. У відповідь Другет надіслав 18 березня 1607 року надіслав листа Державним зборам, що засідали в Морошвашаргелі, в якому вимагав анулювати результати виборів Жигмонда Ракоці. Втім цю вимогу було відкинуто. В подальшому незважаючи на бажання османського уряду, Балінта Другет відмовився від боротьби за владу, отаборившись в замку Ковар.
У 1608 році Рудольфом II було призначено надішпаном Марамороського комітату, а також королівським радником та головнокомандувачем у Верхній Угорщині. До літа того ж року визнав владу нового трансильванського князя Габора Баторі, який у жовтні підтвердив посаду наджупана Мараморощини. Водночас Балінта Другет допоміг ерцгерцогу Матеусу Габсбургу повалити брата Рудольфа II й стати королем Угорщини. У листопаді 1608 року Балінт Другет брав участь у коронаціїМатеуса Габсбурга в Пожоні. 1 грудня того ж року призначено головним королівським суддею. Його кандидатуру було висунуто на палатина Угорщини. Помер 1609 року в замку Унгвар, можливо від отруєння.

## Родина
1. Дружина — Ержебет, донька Жигмонда Ракоці, трансильванського князя
Діти:
- Іштван (д/н—1612)

2. Дружина — Кріштіна Палочаї Горват
дітей не було